# Atropates (wesp)
Atropates is een geslacht van vliesvleugeligen uit de familie Encyrtidae. De wetenschappelijke naam van dit geslacht is voor het eerst geldig gepubliceerd in 1898 door Howard.

## Soorten
Het geslacht Atropates is monotypisch en omvat slechts de volgende soort:
- Atropates collinsi Howard, 1898